# Warszawska Akademicka Pielgrzymka Metropolitalna
Warszawska Akademicka Pielgrzymka Metropolitalna – piesza pielgrzymka do sanktuarium na Jasnej Górze.
Pielgrzymka wyrusza 5 sierpnia z placu Zamkowego i dociera na Jasną Górę 14 sierpnia. Szlak pielgrzymki prowadzi przez Niepokalanów, Miedniewice, Boguszyce, Krzemienicę, Inowłódz, Smardzewice, Sulejów, Przerąb, Gidle i Mstów. Przewodnikiem pielgrzymki jest rektor kościoła św. Anny w Warszawie. 

## Historia

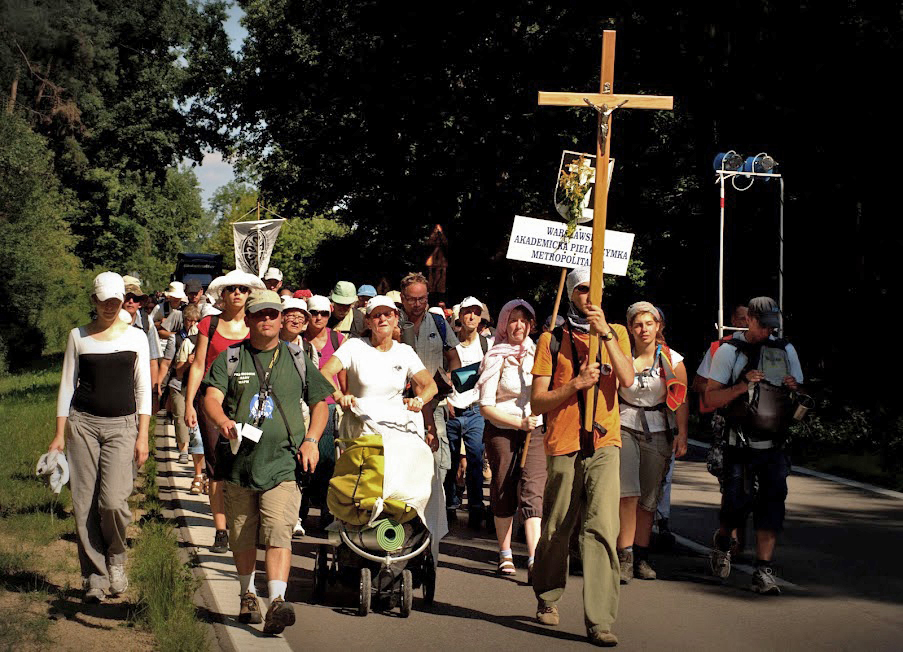
Pielgrzymi WAPM w czasie drogi na Jasną Górę

Na Jasną Górę pielgrzymuje od 1981, ale jej początków trzeba szukać w drugiej połowie l. 70. XX w. Pomysł jej organizacji wyszedł od księdza prymasa Stefana Wyszyńskiego, który zaproponował stworzenie pielgrzymki łączącej sanktuaria maryjne Mazowsza. Miało to związek z prężnie rozwijającym się wówczas ruchem pielgrzymkowym. Wychodząca z Warszawy, jedna z najstarszych w Polsce pielgrzymek Piesza Pielgrzymka Warszawska, nie była w stanie zmieścić w grupach akademickich wszystkich studentów. Ówczesny rektor kościoła akademickiego św. Anny, ksiądz Tadeusz Uszyński wymyślił nazwę Warszawska Akademicka Pielgrzymka Diecezjalna i jej organizację powierzył księdzu Józefowi Majowi. 5 sierpnia 1981 sprzed kościoła św. Anny wyruszyła grupa około 1400 osób, która tworzyła I Warszawską Akademicką Pielgrzymkę Diecezjalną.
W 1993, w związku z podziałem diecezji warszawskiej na trzy odrębne diecezje: warszawską, praską oraz łowicką, zmieniono nazwę pielgrzymki na: Warszawska Akademicka Pielgrzymka Metropolitalna. WAPM jest jedną z najliczniejszych pieszych pielgrzymek w Polsce. Każdego roku pielgrzymuje w niej na Jasną Górę kilka tysięcy pielgrzymów w kilkunastu grupach cywilnych, oznaczonych różnymi kolorami i jednej wojskowej, którą tworzą żołnierze polscy oraz innych państw NATO. Z pielgrzymką związana jest również grupa rowerowa, która wyrusza z Warszawy później, ale wspólnie z grupami pieszymi wchodzi na Jasną Górę.

## Przewodnicy pielgrzymki
- ks. Józef Maj (1981–1984)
- ks. Zygmunt Malacki (1985–1998)
- ks. Bogdan Bartołd (1998–2008)
- ks. Jacek Siekierski (2008–2016)
- ks. dr hab. Krzysztof Siwek (2017–2020)
- ks. Mateusz Gawarski (2021–)[1]